# Лојзе Кебе
Лојзе Кебе – Штефан (Долење Језеро, код Церкнице, 26. јун 1908 — Јамник, 20. октобар 1942), учесник Народноослободилачке борбе и народни херој Југославије.

## Биографија
Рођен је 1908. године у Долењем Језеру код Церкнице, у земљорадничкој породици. Основну школу завршио је у Трновом у Љубљани, а затим изучио машинбраварски занат. После одслужења војног рока, радио је у фабрици „Тацен“. Члан Комунистичке партије Југославије постао је 1940. године.
Дана 27. марта 1941. завршио је у затвору због учешћа у демонстрацијама. Јавио се као добровољац у Југословенску војску по почетку Априлског рата. Након капитулације се вратио кући.
На саветовању КПС у Љубљани јуна 1941, добио је дужност инструктора ЦК. Након тога се упутио у Горењску како би учествовао у организовању припрема за устанак. Крајем 1941. постао је политички комесар партизанског штаба за Горењску. На пролеће 1942. постао је политички комесар Прве групе партизанских одреда.
Када се у октобру 1942. штаб групе налазио у шуми изнад села Јамник, немачки војници су наишли на Кебета у шуми док је писао извештај за ЦК КПС. Био је рањен рафалом у трбух, али је успео да им умакне. У међувремену су се Немци повукли, а сељаци обавестили партизане где се Кебе налази. Покушали су да га спасе, али је умро од рањавања 20. октобра.
Указом Президијума Народне скупштине Федеративне Народне Републике Југославије, 5. јула 1951. године, проглашен је за народног хероја.